# Первая Иламская война
Первая Иламская война — название, данное начальной фазе вооруженного столкновения между Вооруженными силами Шри-Ланки и ТОТИ. Хотя напряженные отношения между правительством и тамильскими воинствующими группами назревали с 1970-х гг., полномасштабная война не вспыхивала до нападения ТОТИ на патрули Армии Шри-Ланки в Джаффне, на севере страны, 23 июля 1983, тогда были убиты 13 солдат. Нападение и последующие бунты на юге (оставшиеся в истории под названием Чёрный июль) рассматривают как начало конфликта. Эта борьба продолжалась до 1985, когда мирные переговоры были проведены между этими двумя сторонами в Тхимпху, Бутан в надеждах на поиск мирного урегулирования. Они оказались бесплодными, и борющиеся стороны вскоре схлестнулись вновь, а боевые действия возобновились.
К 1987 г. шри-ланкийские вооруженные силы загнали ТОТИ в угол в Джаффне, на наконечник[уточнить] острова и были уверены в прекращении конфликта. Однако из-за политического давления 50 миллионов тамилов, живущих в Индии, индийское правительство призвало к остановке наступления. Индийский премьер-министр Раджив Ганди приказал, чтобы флотилия судов спасла ТОТИ. После того, как конвой был заблокирован флотом Шри-Ланки, Индия вместо этого предприняла другой вариант спасения — сбрасывать с самолетов помощь в осажденный город. Миссия стала известна под кодовым названием «Операция Пумалай».
После успешного завершения миссии, учитывая возможность дальнейшего вовлечения в конфликт индийских вооруженных сил, президенту Шри-Ланки Джаявардену ничего не оставалось, как начать переговоры с индийским правительством, чтобы решить этот конфликт. В результате переговоров была снята осада Джаффны, и 29 июля 1987 г. было подписано шри-ланкийско—индийское соглашение. Шри-ланкийские войска после этого ушли с севера страны и передали контроль над всей областью индийским войскам по поддержанию мира. Это был конец первой стадии этнического конфликта, первой части Гражданской войны на Шри-Ланке.